# Neoconocephalus longifossor
Neoconocephalus longifossor är en insektsart som beskrevs av Bruner, L. 1915. Neoconocephalus longifossor ingår i släktet Neoconocephalus och familjen vårtbitare. Inga underarter finns listade i Catalogue of Life.